# Сказки века джаза
«Сказки века джаза» (англ. Tales of the Jazz Age) — второй сборник произведений американского писателя Фрэнсиса Скотта Фицджеральда, впервые опубликованный в 1922 году издательством Scribner’s. Сборник состоит из 11 произведений: 8 рассказов, 2 пьес и повести, независимо друг от друга опубликованных в разных журналах с 1917 по 1922 год. Также в сборник входит краткое пояснение к каждому произведению, написанное автором.

## Содержание сборника
Сборник разделён на 3 части:
- «Мои последние фифы» (англ. My Last Flappers),
- «Фантазии» (англ. Fantasias)
- «Шедевры, не поддающиеся классификации» (англ. Unclassified Masterpieces).

«Фаянсовое и розовое» и «Мистер Ики» — пьесы; «Алмаз величиной с отель „Риц“» — повесть.
| №                                     | Название                              | Оригинальное название               | Первая публикация                                                     | Прим. |
| ------------------------------------- | ------------------------------------- | ----------------------------------- | --------------------------------------------------------------------- | --- |
| Содержание                            | A Table of Contents                   | В этом сборнике                     | Автор кратко рассказывает о каждом произведении сборника              | |
| Мои последние фифы                    |                                       |                                     |                                                                       | |
| 1                                     | Джеллибин                             | The Jelly-Bean                      | 1920, октябрь — Metropolitan Magazine                                 | Другое название «Лоботряс» |
| 2                                     | Задняя половина верблюда              | The Camel’s Back                    | 1920, 24 апреля — The Saturday Evening Post                           | Другое название «Половина верблюда» |
| 3                                     | Первое мая                            | May Day                             | 1920, июль — The Smart Set                                            | |
| 4                                     | Фаянсовое и розовое                   | Porcelain and Pink                  | 1920, январь — The Smart Set                                          | Другое название «Фаянсовый и розовый» |
| Фантазии                              |                                       |                                     |                                                                       | |
| 5                                     | Алмаз величиной с отель «Риц»         | The Diamond as Big as the Ritz      | 1922, июнь — The Smart Set                                            | Другие названия: - «Огромный, как „Ритц“, алмаз» - «Алмазная гора» |
| 6                                     | Загадочная история Бенджамина Баттона | The Curious Case of Benjamin Button | 1922, 27 мая — Collier’s                                              | Другие названия: - «Забавный случай с Бенджамином Баттоном» - «Забавный случай Бенджамина Баттона» - «Странная история Бенджамина Баттона» - «Удивительная история Бенджамина Баттона» |
| 7                                     | Тарквинний из Чипсайда                | Tarquin of Cheapside                | 1917, апрель — Nassau Literary Magazine 1921, февраль — The Smart Set | |
| 8                                     | «О, Рыжеволосая Ведьма!»              | O Russet Witch!                     | 1921, февраль — Metropolitan Magazine                                 | Другие названия: - «„О, рыжая ведьма!“» - «„O Russet Witch!“» |
| Шедевры, не поддающиеся классификации |                                       |                                     |                                                                       | |
| 9                                     | Осадок счастья                        | The Lees of Happiness               | 1920, 12 декабря — Chicago Sunday Tribune                             | Другие названия: - «Последние капли счастья» - «Остатки счастья» |
| 10                                    | Мистер Ики                            | Mister Icky                         | 1920, март — The Smart Set                                            | Другое название «Мистер Липкин» |
| 11                                    | Джемина, или Девушка с гор            | Jemina                              | 1921, январь — Vanity Fair                                            | Другие названия: - «Джемина, девушка с гор» - «A Story of the Blue Ridge Mountains By John Phlox, Jr.»                                                                                 |

## Экранизации
По мотивам одного из самых известных произведений Ф. Скотта Фицджеральда — рассказа «Загадочная история Бенджамина Баттона» — в 2009 году был снят фильм «Загадочная история Бенджамина Баттона» с Брэдом Питтом и Кейт Бланшетт в главных ролях.

## Издания на русском языке
На русском языке сборник был издан дважды, и его можно встретить под двумя названиями с разными переводчиками:
- В 2015 году он был опубликован издательством «Рипол-классик» под названием «Сказки века джаза»[2]. Это издание включает в состав сборника и другие работы автора — рассказы «Цент на двоих», «Популярная девушка» и эссе «Это — журнал» — но не включает «Содержание». Также в этом издании сборник не разделён на части.
- В 2018 году он был опубликован издательством «Азбука-Аттикус» под названием «Истории века джаза», в котором отсутствуют ошибки первого издания[3].